# Ocèan
En la mitologia clàssica, Ocèan o Oceà (en grec antic, Ώκεανός Ōkeanós o Ωγενος Ōgenos, ‘riu-oceà’; en llatí, Oceanus o Ogenus) es refereix a l'oceà, del qual grecs i romans pensaven que era un riu que fluïa al voltant del disc pla que era la terra. Parlant amb propietat, era el corrent d'aigua marina de l'equador en la qual surava l'hemisferi habitable (oikoumene).
En la mitologia grega, aquest oceà mundial era personificat com un tità, fill d'Urà i Gea. Als mosaics hel·lenístics i romans, es representa amb freqüència aquest tità com un home amb tors i braços musculosos, barba llarga i banyes, i amb la part inferior del cos com una serp (compareu amb Tifó). En fragments d'un vas arcaic (Museu Britànic 1971.11-1.1) datat sobre el 580 aC, entre els déus que van al casament de Peleu i la nimfa marina Tetis, apareix un Ocèan amb cua de peix, portant un peix en una mà i una serp a l'altra, dons de recompensa i profecia. En els mosaics romans, a vegades apareix portant un timó i bressolant un vaixell. En mosaics posteriors, les seves banyes de toro foren reemplaçades per unes pinces de llagosta. Els seus atributs habituals eren el peix i la serp. Ocèan es va unir amb la seva germana, la titànide Tetis i van tenir les tres mil oceànides (o nimfes del mar) i tots els oceànits, els rius del món, així com les fonts i llacs.
Alguns estudiosos creuen que originalment Ocèan representava totes les masses d'aigua salada, incloent-hi el mar Mediterrani i l'oceà Atlàntic, les dues majors masses aquàtiques conegudes pels antics grecs. Tot i això, a mesura que la geografia es feu més precisa, Ocèan passa a representar les aigües més desconegudes i estranyes de l'Atlàntic (també anomenat «mar Ocèan»), mentre que Posidó governava el Mediterrani.
La dona d'Ocèan era la seva germana Tetis, i de la seva unió nasqueren les tres mil oceànides (o nimfes del mar) i tots els oceànits (o potamoi), els rius del món, així com les fonts i llacs.